# Nikifor Beguitchev
 (septembre 2017).
Si vous disposez d'ouvrages ou d'articles de référence ou si vous connaissez des sites web de qualité traitant du thème abordé ici, merci de compléter l'article en donnant les références utiles à sa vérifiabilité et en les liant à la section « Notes et références ».
Nikifor Alekseïevitch Beguitchev (en russe : Никифор Алексеевич Бегичев) est un marin et explorateur polaire russe, né en 1874 et décédé en 1927.
Nikifor Beguitchev participa à l'expédition arctique d'Edouard Toll en 1900-1902 en tant que maître d'équipage du navire Zaria. Plus tard, il prit part à la guerre russo-japonaise. En 1922, Nikifor Beguitchev commanda une expédition soviétique de recherche de deux membres de l'équipage de Roald Amundsen, à la demande du gouvernement norvégien. Mais les deux hommes, Peter Tessem et Paul Knutsen, ne furent pas retrouvés.
Beguitchev fut un des explorateurs de la péninsule de Taïmyr. Au cours de ses explorations, il découvrit deux îles, qui furent appelées Bolchoï Beguitchev et Maly Beguitchev.

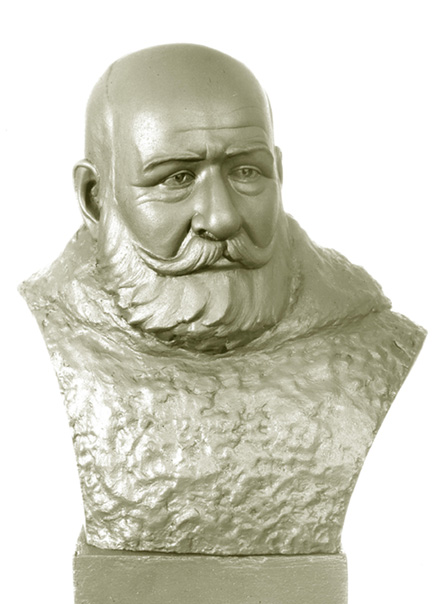
Buste représentant Nikifor Beguitchev.

## Source
- (en) Cet article est partiellement ou en totalité issu de l’article de Wikipédia en anglais intitulé « Nikifor Begichev » (voir la liste des auteurs).